# Erfurter Erklärung
Die Erfurter Erklärung ist ein Positionspapier und Appell von Gewerkschaftern, Intellektuellen, Theologen, Politikern, Künstlern und anderen Personen des öffentlichen Lebens aus einem linken, sozialdemokratischen und theologischen Spektrum in Deutschland, welches am 9. Januar 1997 in Erfurt und Berlin veröffentlicht wurde.
Gefordert wurde ein Bündnis von SPD, Bündnis 90/Die Grünen und PDS (später: Die Linke) für die soziale Demokratie mit der Bindung an ein soziales Europa. Im Manifest wurden soziale, ökologische und ökonomische Widersprüche dargestellt, die sich in den 1990er Jahren weiter manifestierten und die zur politischen Neuausrichtung Anlass gäben.

## Zielsetzung
Zentrales Argument war die Berufung auf Artikel § 14 (2) des deutschen Grundgesetzes (GG), der ausführt: „Eigentum verpflichtet. Sein Gebrauch soll zugleich dem Wohle der Allgemeinheit dienen.“
Es wurde festgestellt, dass im Zuge der deutschen Einheit ein Umverteilungsprozess von unten nach oben durchgeführt wurde, so die Erklärung. Als Gründe wurden die Aktivitäten der Treuhand genannt, die Lohndifferenz zwischen Ost und West und die Arbeitsmarktsituation im Osten. Das Papier diagnostizierte einen „Zustand von gnadenloser Ungerechtigkeit“ und forderte eine „gerechtere Verteilung der Einkommen und Güter“ als „zentrale Aufgabe einer neuen Politik“. Im Geist von 1968 und von 1989 wurde für 1998 zu einem politischen Machtwechsel aufgerufen. Zu den Zielen gehörte auch „das Überwinden der Massenarbeitslosigkeit“. Zur Finanzierung der Vorhaben wurde eine Kursänderung in der Finanz- und Steuerpolitik verlangt. Ein Appell ging konkret an die Parteien der SPD, PDS und Die Grünen. Sie sollten ohne Berührungsängste eine harte Opposition formieren.
Gerechte Verteilung von Arbeit, Steuerlast, der Einkommen und Güter sei demnach die zentrale Aufgabe einer neuen Politik: „Grundlegendes muss sich verändern.“
Zum neuen Jahrtausend sei ein „neuer gesellschaftlicher Aufbruch“ nötig.

## Historische Einordnung
1995 hatte der damalige IG-Metall-Vorsitzende Klaus Zwickel ein Bündnis für Arbeit vorgeschlagen, welches von den Regierungsparteien abgelehnt wurde. Ein breites Bündnis von Gewerkschaften, Kirchen und Sozialverbänden setzte sich weiter für die Arbeitnehmer ein, um den Sozialstaat zukunftssicher zu machen. In diesem Vorfeld entstanden die Gedanken zur Erfurter Erklärung.
Die Erfurter Erklärung, auch manchmal Erfurter Wortmeldung genannt, bezieht sich historisch auf das Erfurter Programm der SPD aus dem Jahre 1891. Darin wurde der Kampf der Arbeiterklasse gegen die kapitalistische Ausbeutung als politischer Kampf dargestellt. Die Erfurter Erklärung greift, nach den Erfahrungen des Transformationsprozesses der deutschen Einheit nach 1990 und dem gescheiterten Sozialismusmodell der DDR, nach einer zunehmend neoliberalen Wirtschaftspolitik, diesen Ansatz auf und thematisiert eine Reformation der politischen Weichenstellungen in Richtung einer sozialen Demokratie. Gefordert wurde ein Politikwechsel, da das Vertrauen in die etablierten Regierungen erschöpft sei. Im Manifest heißt es: „Im fünften Jahrzehnt ihrer Existenz wird in der Bundesrepublik der soziale Konsens, auf dem ihr Erfolg beruhte, durch radikale Umverteilung zugunsten der Einfluss-Reichen zerstört. (...) So entsteht Macht, die nicht demokratisch legitimiert ist.“
Das Vorstandsmitglied der IG Metall, Horst Schmitthenner, erklärte im Mai 1997, dass die Einheit verpflichtet, und die Initiative solle deutlich machen, dass die Initiatoren nicht gegen die Einheit sind, sondern gegen die Spaltungen in der Einheit.
Autoren der Gegenwart sehen in der Erfurter Erklärung einen Impuls zur Veränderung der politischen Landschaft bis hin zum Regierungswechsel unter Kanzler Gerhard Schröder, weisen aber darauf hin, dass die Proteste gegen die Sozialgesetzgebung (Arbeitslosengeld II) in 2004 als Ausdruck sozialer Unzufriedenheit blieben. Die Erfurter Erklärung reflektierte damit frühzeitig den Ansatz gesellschaftliche Entwicklungen, wie Fremdenfeindlichkeit, rechtsextreme Positionen, Protestwähler, Benachteiligungsempfindungen von Bürgern in Ostdeutschland oder auch das Erstarken rechtsnationaler Parteien, wie der AfD, die als Bedrohungen der Demokratie und der Hoffnung auf Freiheit, Gleichheit und Mitmenschlichkeit angesehen werden. Die Erfurter Erklärung versuchte die Veränderungen durch globale Finanzwirtschaft, neoliberale Wirtschaftspolitik, Einkommensdivergenzen, Digitalisierung und Globalisierung zu thematisieren, nimmt Bezug auf die Bedrohung durch Arbeitslosigkeit, Armut oder Altersarmut für Teile der Gesellschaft.

## Parteien und Unterzeichner
Im Januar 1997 sprachen sich in der Erfurter Erklärung knapp 40 Künstler, Intellektuelle, Gewerkschafter und Politiker für mehr soziale Gerechtigkeit und einen Politikwechsel durch engere Zusammenarbeit von SPD, Grünen und PDS aus. Zu den Erstunterzeichnern gehörten die Gewerkschaftsfunktionäre und späteren Linken-Politiker Bodo Ramelow und Frank Spieth.
Die Erstunterzeichner zum Zeitpunkt der Unterzeichnung waren:
| - Elmar Altvater - Frank Castorf, Intendant der Volksbühne Berlin - Daniela Dahn, Schriftstellerin - Ulrich Duchrow, Landeskirchlicher Beauftragter für Mission und Ökumene - Ulrike Duchrow, Studienrätin - Heino Falcke, Propst i. R. - Matthias Freitag, Bezirksvorsitzender der Eisenbahner-Gewerkschaft Thüringen und Sachsen - Heinrich Fink, Komitee für Gerechtigkeit - Hans-Jürgen Fischbeck, Physiker, Bürgerrechtler in der DDR - Günter Grass, Schriftsteller - Max von der Grün, Schriftsteller - Stefan Heym, Schriftsteller - Rudolf Hickel - Walter Jens, Präsident der Akademie der schönen Künste - Inge Jens, Literaturwissenschaftlerin - Dieter Keip, Pfarrer - Toni Krahl, Rockmusiker - Dieter Lattmann, Schriftsteller | - Gerhard Liedke, Pfarrer - Marion Liedke, Oberstudienrätin - Heiko Lietz, Pfarrer, Bürgerrechtler in der DDR - Peter von Oertzen - Norman Paech - Ulrich Plenzdorf, Schriftsteller - Bodo Ramelow, HBV-Vorsitzender Thüringen - Edelbert Richter, Theologe, MdB - Horst Eberhard Richter, Psychoanalytiker - Erika Runge, Schriftstellerin und Psychoanalytikerin - Herbert Schirmer, Kulturminister a. D. - Gisbert Schlemmer, Vorsitzender Gewerkschaft Holz und Kunststoff - Horst Schmitthenner, Geschäftsführendes Vorstandsmitglied IG Metall - Friedrich Schorlemmer, Theologe und Publizist - Dorothee Sölle - Frank Spieth, DGB-Vorsitzender Thüringen - Eckart Spoo, Journalist - Uwe Wesel - Gerhard Zwerenz, Schriftsteller, MdB |

Bis Herbst 1997 unterschrieben 46.000 Bürger in Ost und West den Appell mit ihrem Namen.

## Rezeption
Die Erklärung hat sehr unterschiedliche Reaktionen hervorgerufen – aus dem Osten viel Zustimmung, im Westen der Republik überwiegend Kritik, die sich vor allem an der Frage der möglichen Zusammenarbeit mit der PDS festmachte. 17 DDR-Bürgerrechtler und Wissenschaftler verurteilten die Erfurter Erklärung in einer Berliner Antwort umgehend, als Weißwaschaktion der PDS und als Ausdruck der Verbitterung alter und neuer Linksreaktionäre über das Verschwinden einer realsozialistischen Alternative zur parlamentarischen Demokratie und sozialen Marktwirtschaft. Initiatoren der Erwiderung waren der Berliner Pfarrer und frühere Bürgerrechtler Ehrhart Neubert, die zur CDU übergetretene Bundestagsabgeordnete Vera Lengsfeld, der Historiker Manfred Wilke und der ehemalige Ostberliner Dissidentenpfarrer und CDU-Politiker Rainer Eppelmann.
Wolfgang Schäuble sprach von einer Volksfront – ein hohes, aber unbeabsichtigtes Lob, dieser historische Terminus für die Verteidiger der Spanischen Republik gegen die Franco-Faschisten und Hitlers Legion Condor.
Bis Mai 1997 unterzeichneten 18.000 Menschen das im Januar veröffentlichte Papier; im Herbst 1997 waren es 46.000. Von insgesamt 220 Regionalinitiativen befänden sich etwa die Hälfte im Westen, sagte das Vorstandsmitglied der IG Metall Horst Schmitthenner noch im Mai 1997. Die Zeit wertete die Erfurter Erklärung als Aufforderung zum Heraustritt aus der „Zuschauerdemokratie“.
Edelbert Richter schrieb in 100 Argumente zur Erfurter Erklärung: Der DDR-Realsozialismus sei „eine Gesellschaft nachholender Industrialisierung mit despotischem Erbe und einer sozialistischen Ideologie“ gewesen. Die Neoliberalen knüpften schamlos an den Wirtschaftsdespotismus der Kommunisten an; dagegen sei den Sozialdemokraten die Beerbung sozialistischer Ideale verwehrt.
Für die die Konservativen waren die Vorschläge eine deutliche Kritik an der bisherigen Politik. So forderte das Manifest, die Massenarbeitslosigkeit zu überwinden, vermittels „eines neuen Typs von Vollbeschäftigung“. Rezepte: Arbeitszeitverkürzung, Neuverteilung der Arbeit, ökologische Nachhaltigkeit und Orientierung auf gesellschaftlichen Nutzen, was einen starken Sektor öffentlicher Beschäftigung bedeutete. Ein einziges Kriterium würde Entscheidendes ändern: Steuerehrlichkeit.
Dennoch beflügelte das Manifest eine gesellschaftliche Diskussion bis heute. Dazu kann man polarisierende Wortmeldungen von BDI-Präsident Hans-Olaf Henkel zählen, der bestritt, dass es in Deutschland Armut gäbe, wie Beiträge von Thilo Sarrazin oder auch die langjährige Verteidigung der Änderung der Sozialgesetze 2004 mit dem Arbeitslosengeld II durch die SPD. So bedeutet die Arbeitsmarktreform von 2004 heute in den Augen vieler, dass das Arbeitseinkommen abgesenkt, mit dem Resultat des größten Niedriglohnsektor aller westeuropäischen Länder, statt Investitionen in Bildung und Qualifizierung, Infrastruktur, Digitalisierung oder Industrie 4.0 zu unternehmen oder frühzeitig mit einem Mindestlohn zu reagieren.
Der ursprüngliche Versuch der Erfurter Erklärung einer gesamtdeutschen Bürgerbewegung scheiterte letztlich an den Vorbehalten der etablierten Parteien, allen voran der von den Initiatoren zu einem Machtwechsel aufgerufenen SPD und Bündnis 90/Die Grünen gegenüber der PDS. Man schien sich einig, eine außerparlamentarische Massenbewegung wie 1968 oder 1989 zu verhindern.
Im Jahre 2007 sagte die Schriftstellerin Daniela Dahn, die auch zu den Initiatoren der »Erfurter Erklärung« gehörte, „An der Politik, die wir damals als Kalten Krieg gegen den Sozialstaat bezeichneten, hat sich leider nichts verändert. Im Gegenteil, sie hat sich zugespitzt, diese Richtung“.
Im November 2019, nach der Landtagswahl in Thüringen, aus der die Linke unter Ministerpräsident Bodo Ramelow als stärkste Partei hervorging, nahm der evangelische Christ Ramelow im Deutschlandfunk noch einmal Stellung zur Intention der Erfurter Erklärung des Jahres 1997: „Diese Erfurter Erklärung ist in einer Zeit entstanden, 1997, in der wir der Meinung waren, „wir“ heißt Kirchenvertreter, Gewerkschaftsvertreter, Wissenschaftler, Künstler, Intellektuelle. Wir haben gesagt: Das kann doch nicht so weitergehen, dass unter der Kanzlerschaft von Herrn Kohl die Dinge einfach nur noch eingefroren sind und kein neuer Aufbruch entsteht.“ Seine eigene Regierung, Rot-Rot-Grün, sei also geradezu Ausfluss der Erfurter Erklärung, die auf evangelischem Boden verfasst wurde. Ramelow weiter: „Ich habe gesagt, ich will ein neues politisches Modell etablieren, nämlich drei Parteien auf gleicher Augenhöhe. Ich sage: Mehr Demokratie und weniger Parteibuch wagen.“